# Abborrtjärnen (Skogs socken, Ångermanland)
Abborrtjärnen är en sjö i Kramfors kommun i Ångermanland och ingår i Nätraån-Ångermanälvens kustområde.